# Đuka Begović (1991.)
Đuka Begović, hrvatski dugometražni film iz 1991. godine.